# John West (4e comte De La Warr)
Pour les articles homonymes, voir John West et West.
John Richard West (28 juillet 1758 - 28 juillet 1795) est un aristocrate britannique et un courtisan.

## Biographie
Il est le deuxième fils du Lieutenant général John West (2e comte De La Warr) et de Mary Wynyard, fille du lieutenant-général John Wynyard. Il fait ses études au Collège d'Eton.
Il sert dans le 2nd Foot Guards avec le grade de lieutenant . En 1778, il est nommé écuyer de Charlotte de Mecklembourg-Strelitz, poste qu'il occupe jusqu'en 1783, date à laquelle il succède également à son frère aîné comme 4e comte De La Warr. En 1789, il est nommé Lord de la chambre à coucher, jusqu'à sa mort six ans plus tard.
Il épouse Catherine Lyell, fille de Henry Lyell, de Bourne, dans le Cambridgeshire, un noble suédois qui a émigré en Angleterre. Ils ont un fils et une fille.
Il meurt en juillet 1795, à l'âge de 37 ans, et son fils unique, George, lui succède. Sa femme décède en avril 1826.